# Corpo Elétrico
Corpo Elétrico je brazilský hraný film z roku 2017, který režíroval Marcelo Caetano podle vlastního scénáře. Film popisuje nevázaný život mladého muže. Snímek měl světovou premiéru na Mezinárodním filmovém festivalu v Rotterdamu 28. ledna 2017.

## Děj
Mladík Elias pracuje v továrně na oděvy jako pomocník a zástupce hlavní návrhářky. Svůj volný čas tráví navazováním krátkodobých známostí.

## Obsazení
| Kelner Macêdo         | Elias      |
| Lucas Andrade         | Wellington |
| Welket Bungué         | Fernando   |
| Ana Flavia Cavalcanti | Carla      |
| Ronaldo Serruya       | Arthur     |
| Henrique Zanoni       | Anderson   |